# San Marcos (El Salvador)

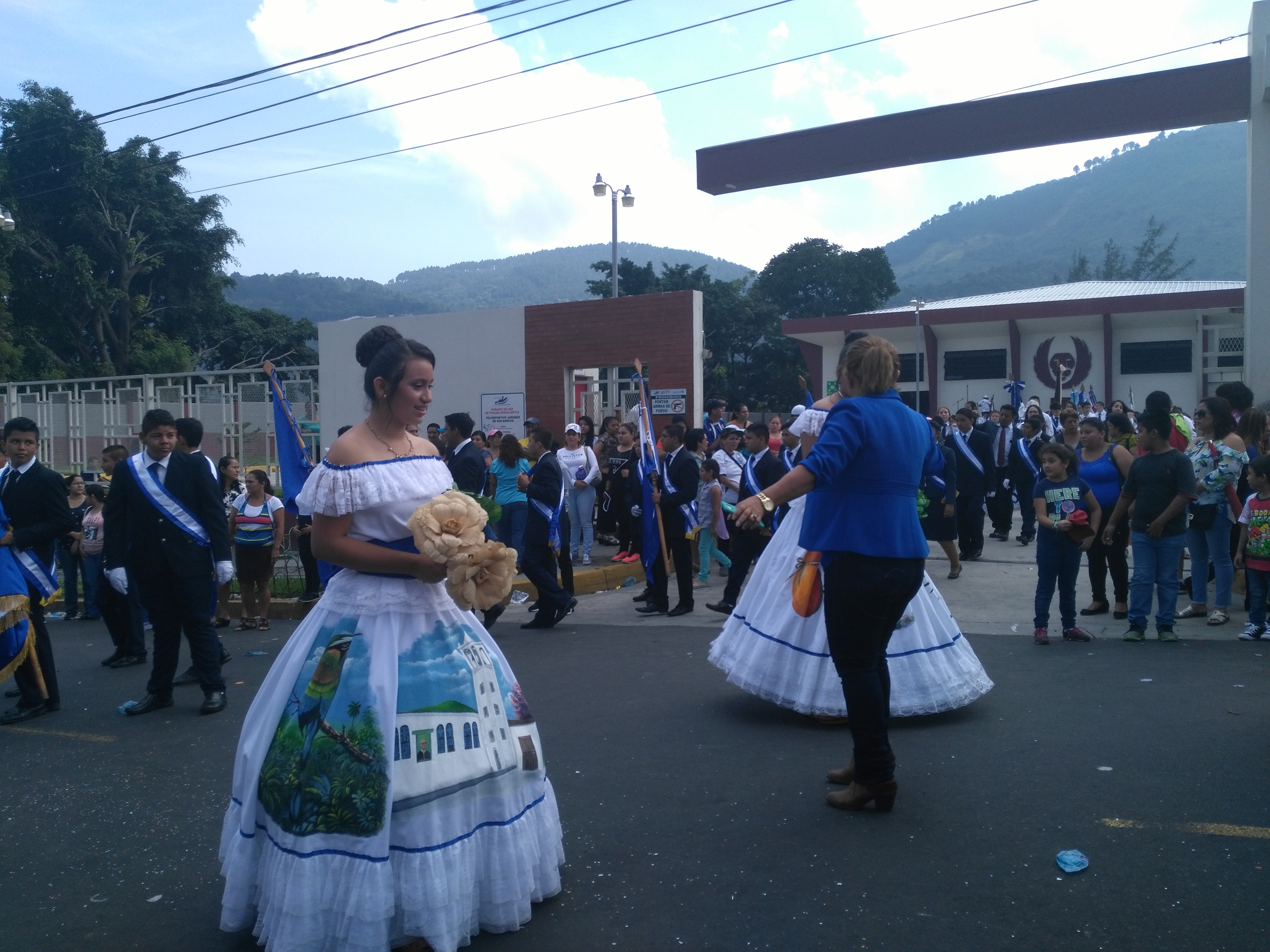
Preparación de uno de los colegios de San Marcos para el desfile de El Día de la Independencia (15 de septiembre)

San Marcos es un Distrito del municipio de San Salvador Sur, departamento de San Salvador, El Salvador. De acuerdo al Censo de Población y Vivienda de 2024, tiene 57 094 habitantes.

## Toponimia
Recibe su nombre de uno de los cuatro autores de los Evangelios sinópticos. San Marcos Evangelista es el patrono de esta ciudad.

## Historia
En la época colonial, San Marcos Cutacuzcat perteneció al Curato de San Antonio de San Salvador (1577) y en 1770 a la Parroquia de Santo Tomás Texacuangos. Fue municipio del departamento de San Salvador entre 1824 y 1835, y, desde ese año hasta 1839, parte del Distrito Federal de Centro América. Desaparecida la Federación, lo fue del distrito sur del departamento y en 1865 del distrito de Santo Tomás. 
El alcalde electo para el año de 1872 era don Jerónimo Sánchez. El alcalde electo para el año de 1873 era don J. Exaltación Martínez.
En el 20 de abril de 1893, durante la administración del Presidente Carlos Ezeta, la Secretaría de Instrucción Pública y Beneficencia, a propuesta del director general de Educación Pública, acordó el establecimiento de una escuela mixta en el valle de San José Almacatitán, cuya dotación era 15 pesos mensuales.
Desde el año 2001 hasta 2021, Fidel Ernesto Fuentes Calderón fungió como edil municipal encabezando el crecimiento urbanístico, deportivo y económico del municipio. La actual alcaldesa del municipio es Cindy Evelyn Andrade Aguilar bajo la bandera del partido Nuevas Ideas.
Fue afectado por el terremoto del 19 de marzo de 7,3 grados de Richter que destruyó a San Salvador.
En el 6 de mayo de 1891, durante la presidencia de Carlos Ezeta, la Dirección General de Telégrafos anunció la instalación de una oficina telegráfica que quedó a la disposición del público. En el 9 de mayo de 1891, la Secretaría de Gobernación y Fomento acordó establecer oficinas telegráficas y telefónicas en las poblaciones de Mejicanos, Soyapango, Aculhuaca y San Marcos, en comunicación directa con la Oficina Central. El mismo día acordó que por tener informes ciertos de que en las mismas poblaciones se cometen delitos y faltas que no se podían reprimir inmediatamente por no haber policía, acordó establecer en cada una secciones sucursales de la policía montada de San Salvador, compuestas de un sargento y cuatro agentes de policía. En el 24 de mayo la Dirección General de Telégrafos anunció la apertura al servicio público de una oficina telegráfica en San Marcos.
La cabecera obtuvo el título de villa por Decreto Legislativo del 22 de abril de 1966, publicado en el Diario Oficial del 6 de mayo de ese año. Se justificaba darse dicho título a la población debido a la "preocupación de sus habitantes por el adelanto de su localidad, logrado con la ayuda continua de los poderes públicos y un notable progreso en lo material, cultural y espiritual". Obtuvo el título de ciudad por Decreto Legislativo del 23 de septiembre de 1976, publicado en el Diario Oficial del 8 de octubre.

## Información general

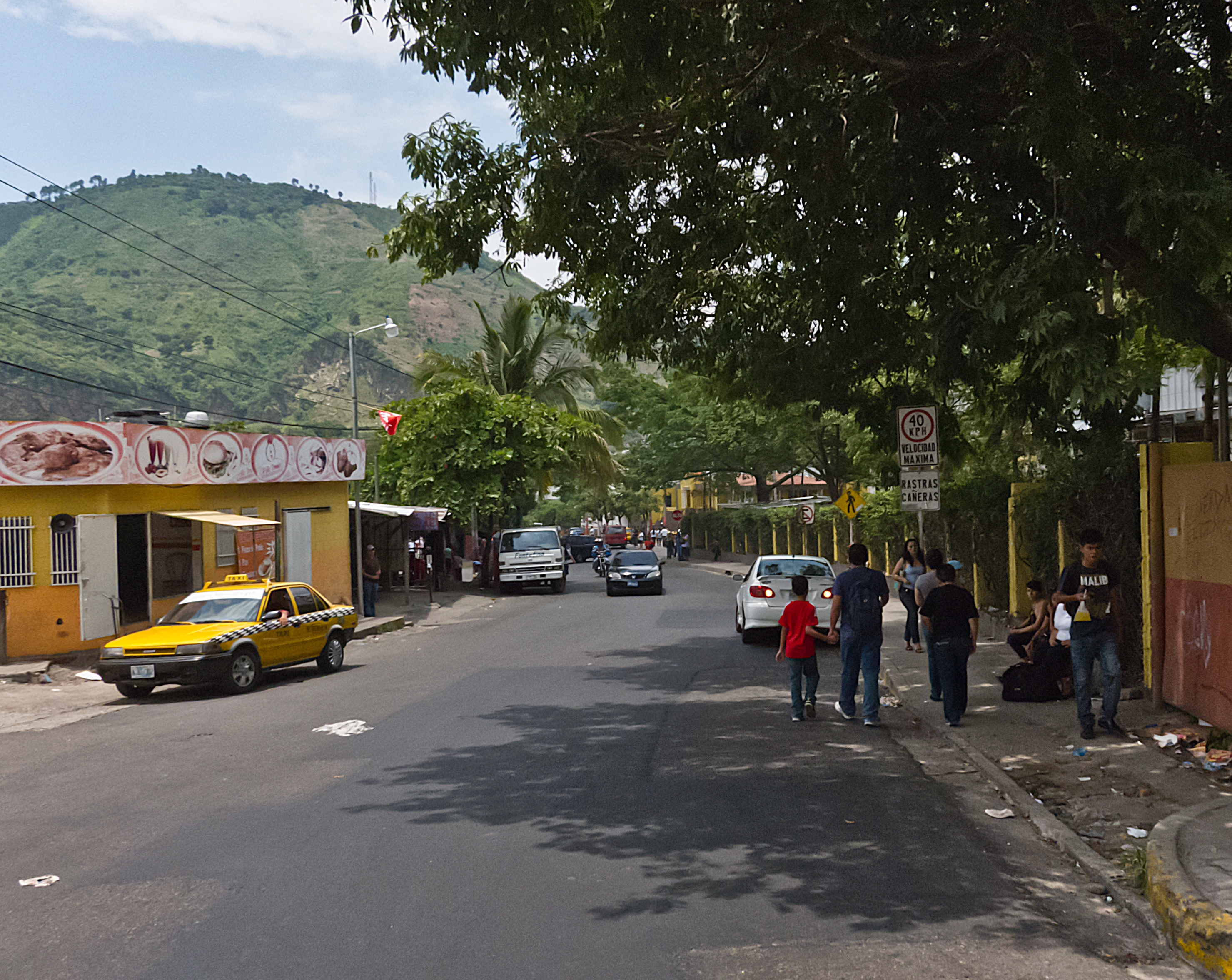
Las calles de San Marcos, Terminal del Sur

San Marcos está limitado al Norte por San Salvador y Soyapango; al Este por Santo Tomás; al Sur, por Panchimalco y al oeste por San Salvador. Para su administración el distrito se divide en 4 cantones y 13 caseríos. Cubre un área de 14,7 km² y la cabecera tiene una altitud de 755,0 m s. n. m. Este distrito pertenece al Área Metropolitana de San Salvador.
 Su área urbana se divide en los barrios San José, El Calvario y Concepción.
Los ríos principales son: La Maicillera, Huiza y El Paso. En cuanto a la orografía las elevaciones principales son el Cerro San Jacinto y Loma Larga. Su clima es fresco y pertenece al tipo de tierra caliente y templada; el monto pluvial oscila entre 1850 y 2050 mm.

Entre los productos agrícolas cultivados se incluyen el café, granos básicos, hortalizas y frutas, aunque en monto limitado. Las industrias locales comprenden tratamiento de agua purificada, elaboración de pastas alimenticias, plásticos, embutidos, colchones, calzado, ladrillos y tubos de fibrocemento, mecánica automotriz, etc. En cuanto al comercio existen tiendas, farmacias, bazares, pequeños supermercados, y pupuserías, cervecerías, entre otros. Las fiestas patronales se celebran del 18 al 30 de abril en honor de San Marcos Evangelista. Y en el mes de agosto, también celebra fiestas en honor a la Virgen de la Asunción, entre el 10 y el 15 del mismo mes